# Вутёшинген
Вутёшинген (нем. Wutöschingen) — община в Германии, в земле Баден-Вюртемберг. 
Подчиняется административному округу Фрайбург. Входит в состав района Вальдсхут.  Население составляет 6600 человек (на 31 декабря 2010 года). Занимает площадь 26,47 км².

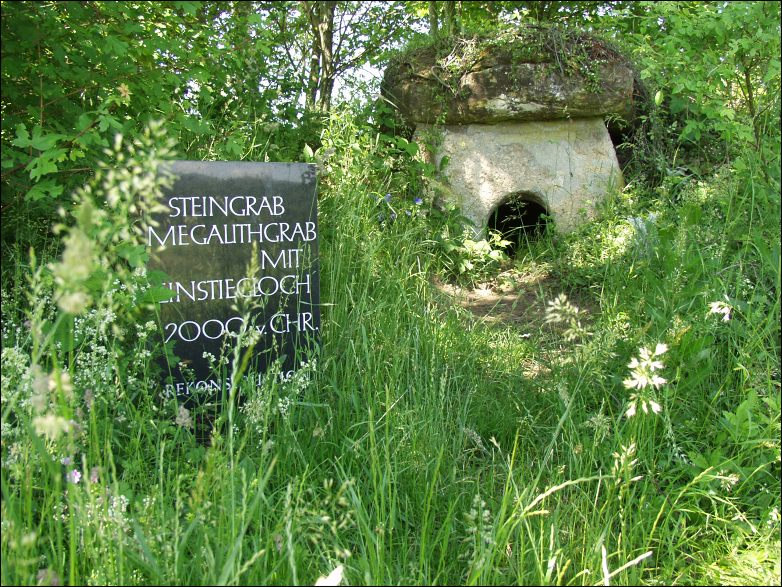
Вутёшинген